# لازاروس فيليبس
لازاروس فيليبس (بالإنجليزية: Lazarus Phillips)‏ هو محامي وسياسي كندي، ولد في 10 أكتوبر 1895 بمونتريال في كندا، وتوفي في 30 ديسمبر 1986. حزبياً، نشط في الحزب الليبرالي الكندي. وقد انتخب عضو مجلس الشيوخ الكندي.